# Motor traseiro, tração traseira

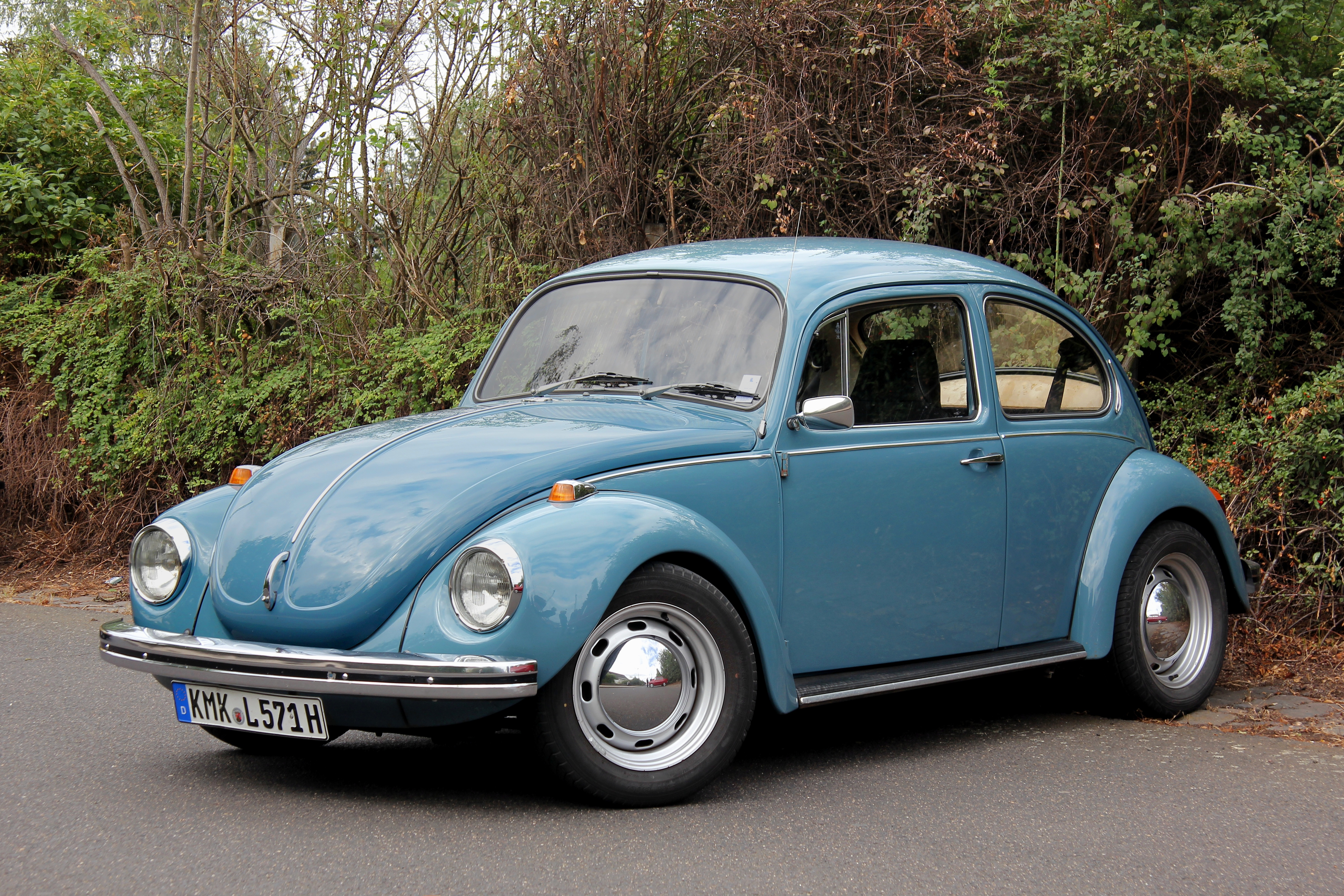
Volkswagen Fusca, exemplo de carro com motor traseiro e tração traseira.

O motor traseiro, tração traseira, ou RR (em inglês: rear-engine, rear-wheel-drive) no desenho automotivo refere-se a quando tanto o motor, quanto a transmissão estão posicionados na parte detrás de um veículo, esse tipo de configuração é mais comum em carros esportivos e em ônibus.
- Motor traseiro, tração traseira (RR)